# Tunnel van Biéreau
De Tunnel van Biéreau is een spoortunnel in Louvain-la-Neuve, een deelgemeente van Ottignies-Louvain-la-Neuve. De tunnel heeft een lengte van 875 meter. De dubbelsporige spoorlijn 161D gaat door deze tunnel. De tunnel werd samen met de spoorlijn geopend op 1 september 1975.
De naam komt van de bovengelegen wijk Biéreau, vroeger bekend als Bierwart, wat in het Waals "Mooi uitzicht of Mooie kijk" betekent.